# Кліфтон (Огайо)
Кліфтон (англ. Clifton) — селище (англ. village) в США, в округах Грін і Кларк штату Огайо. Населення — 131 особа (2020).

## Географія
Кліфтон розташований за координатами 39°47′49″ пн. ш. 83°49′30″ зх. д. / 39.79694° пн. ш. 83.82500° зх. д. (39.796867, -83.825126).  За даними Бюро перепису населення США в 2010 році селище мало площу 0,48 км², з яких 0,46 км² — суходіл та 0,02 км² — водойми. В 2017 році площа становила 0,43 км², з яких 0,43 км² — суходіл та 0,01 км² — водойми.

## Демографія
Згідно з переписом 2010 року, у селищі мешкали 152 особи в 64 домогосподарствах у складі 39 родин. Густота населення становила 316 осіб/км².  Було 80 помешкань (166/км²).
Расовий склад населення:
| - 92,1 % — білих - 2,6 % — чорних або афроамериканців - 1,3 % — азіатів |

До двох чи більше рас належало 3,9 %. Частка іспаномовних становила 3,9 % від усіх жителів.
За віковим діапазоном населення розподілялося таким чином: 22,4 % — особи молодші 18 років, 63,8 % — особи у віці 18—64 років, 13,8 % — особи у віці 65 років та старші. Медіана віку мешканця становила 45,5 року. На 100 осіб жіночої статі у селищі припадало 85,4 чоловіків;  на 100 жінок у віці від 18 років та старших — 87,3 чоловіків також старших 18 років.
Середній дохід на одне домашнє господарство  становив 45 426 доларів США (медіана — 40 000), а середній дохід на одну сім'ю — 41 825 доларів (медіана — 37 500). За межею бідності перебувало 14,5 % осіб, у тому числі 30,3 % дітей у віці до 18 років та 0,0 % осіб у віці 65 років та старших.
Цивільне працевлаштоване населення становило 63 особи. Основні галузі зайнятості: виробництво — 17,5 %, мистецтво, розваги та відпочинок — 15,9 %, освіта, охорона здоров'я та соціальна допомога — 14,3 %.